# Antoine-Gaëtan Guérinot
Antoine-Gaëtan Guérinot est un architecte français né le 17 juillet 1830 à Boulogne-sur-Mer et mort le 3 décembre 1891 à Paris.

## Biographie
Antonin Gaëtan Guérinot est le fils de Théophile Guérinot, maître à danser, et d'"Eugénie" Jeanne Janie Chateauneuf-Julien.
Élève d'Antoine-Nicolas Bailly et d'Eugène Viollet-le-Duc, il expose au Salon de 1861 à 1876.
Il est architecte du gouvernement.

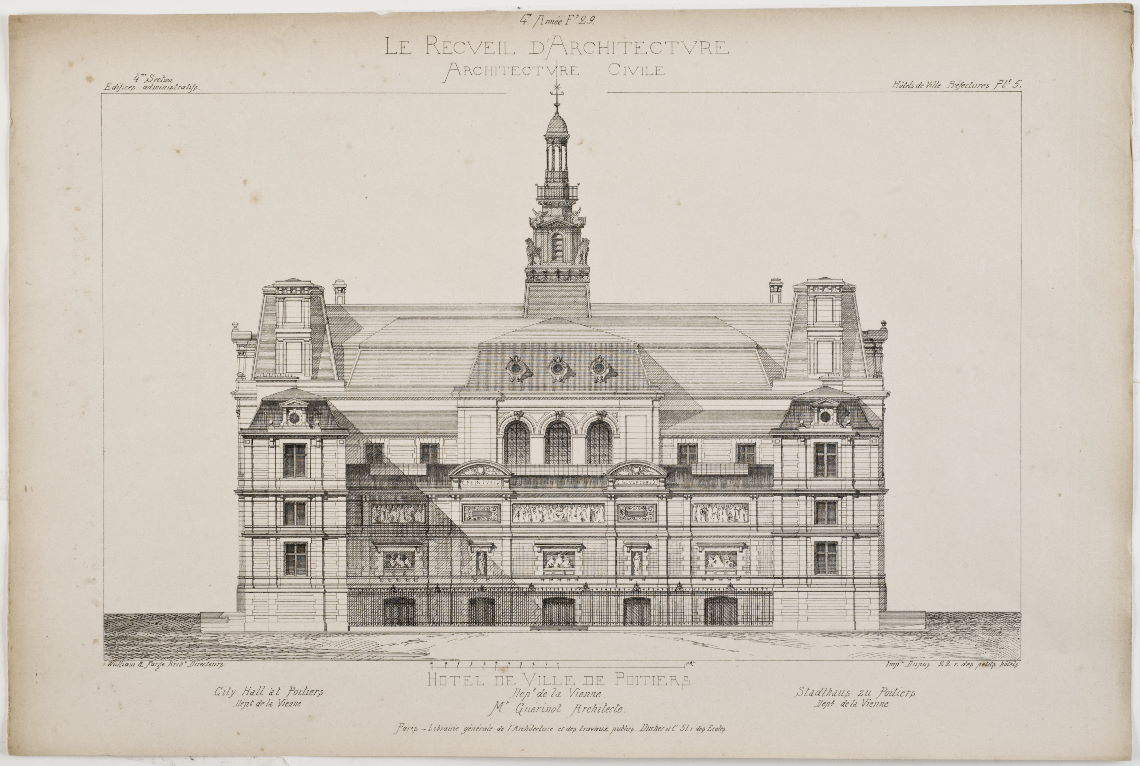
Gravure de la façade postérieure de l'hôtel de ville de Poitiers par Gaëtan Guérinot en 1876 (musée de Poitiers).

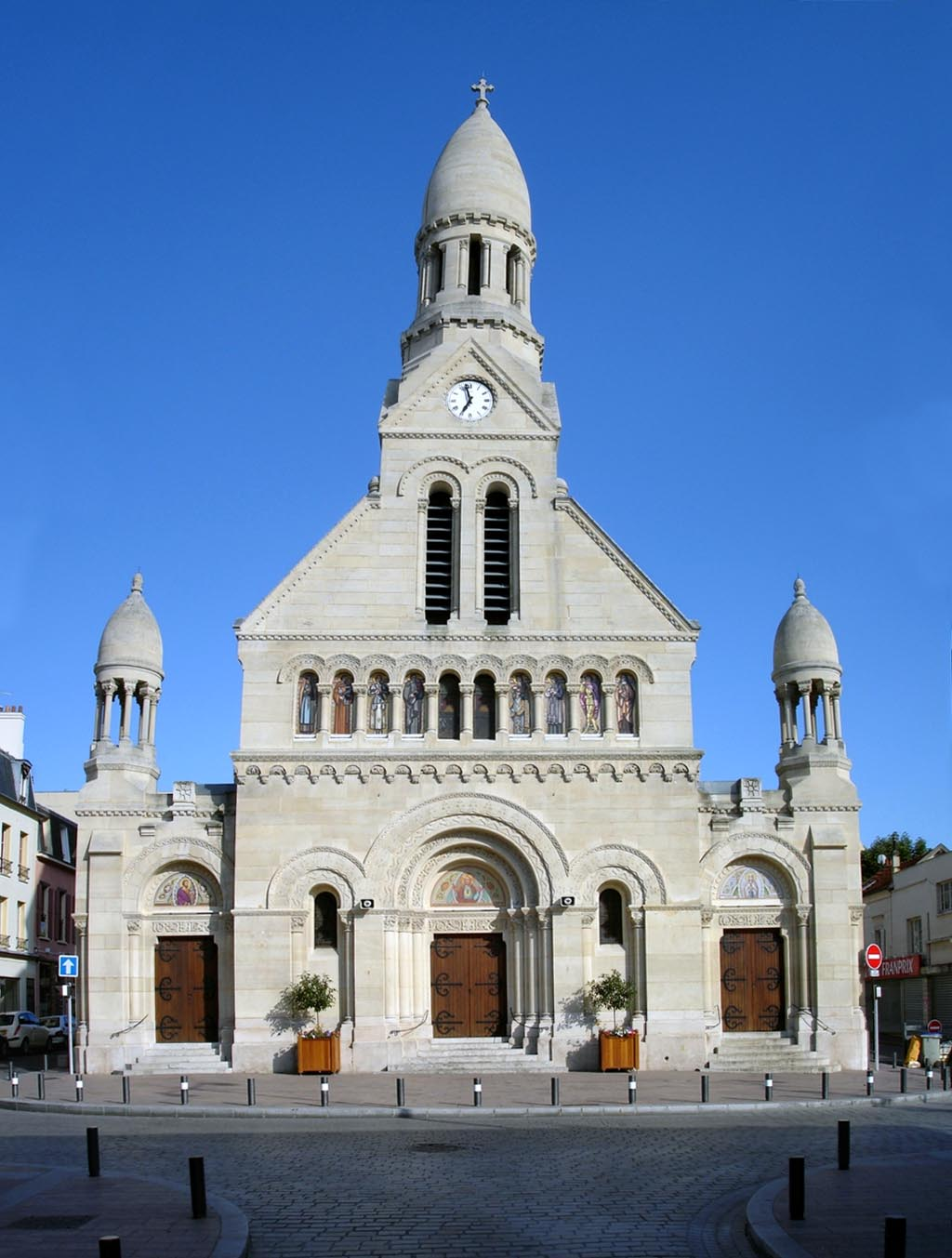
Église Saint-Joseph, Enghien-les-Bains.

Il agrandit le séminaire de Besançon, il achève l' église de Montbéliard, construit celle de Fays-Billot, travaille à la préfecture et à l'hôtel de ville de Poitiers en 1868-85, à des hôtels particuliers à Paris, des châteaux, des villas à Trouville, des monuments funéraires, etc. Il construit l'atelier du peintre Munkacsy en 1881.
En 1862, il est nommé architecte diocésain de Besançon et construit l'Église Saint-Joseph, de style roman, à Enghien-les-Bains. Il est nommé chevalier de la Légion d'honneur à ce titre en 1879. En 1882, il est relevé de ses fonctions pour avoir exécuté sans autorisation des travaux financés par l'archevêque.
Il obtient une 3e médaille au Salon de 1876 (Hôtel de ville de Poitiers).
Par testament, il lègue 15 000 francs à la Société des artistes français et réalise des legs auprès de nombreuses associations de secours ou artistiques afin que divers prix soient décernés aux salons. L'Union des femmes peintres et sculpteurs décerne ainsi un prix Guérinot de 1908 à 1938.
Il meurt célibataire à son domicile de l'avenue de Messine à l'âge de 61 ans. Il est inhumé au cimetière du Père-Lachaise. Sa tombe est ornée d'une œuvre de Louis-Ernest Barrias.

## Principales réalisations parisiennes
- 1877 : immeubles, 5 et 9 rue Beaujon, Paris 8e
- 1878 : hôtel particulier (transformé), 48 rue de Courcelles, Paris 8e
- 1879 : immeuble, 62 et 70 rue de Miromesnil, Paris 8e
- 1879 : immeuble, 43 rue de Liège, Paris 8e
- 1879 : immeuble, 60 rue de Londres, Paris 8e
- 1879 : hôtel particulier (pour Frédéric Montenard, détruit), 5-7 rue Ampère, Paris 17e
- 1879 : immeubles, 80 boulevard de Courcelles, Paris 17e
- 1880 : immeubles, 5 et 30 rue de Lisbonne, Paris 8e
- 1880 : usine, 107-109 rue du Chemin-Vert, Paris 11e
- 1880 : hôtel particulier (détruit), 17 rue Leroux, Paris 16e
- 1880 : immeuble, 62 boulevard de Courcelles et 3 rue de Prony, Paris 17e
- 1880-1881 : hôtel particulier (détruit), 48 avenue Foch, Paris 16e
- 1881 : immeuble et hôtel particulier, 12 rue Alfred de Vigny, Paris 8e
- 1881 : hôtel particulier (détruit), 65 boulevard de Courcelles, Paris 8e
- 1878 : hôtel particulier (surélévation pour atelier d'artiste pour Mihaly Munkacsy, détruit), 55 avenue de Villiers, Paris 17e
- 1882 : immeuble, 23 rue de Constantinople, Paris 8e
- 1882 : immeuble (Société des faïenceries de Sarreguemines), 28 rue de Paradis, Paris 10e
- 1883 : immeuble, 60 rue de la Chaussée-d'Antin, Paris 9e
- 1883 : immeuble, 8 rue de Valenciennes, Paris 10e
- 1883 : hôtel particulier (détruit), 55 rue de la Faisanderie, Paris 16e
- 1885 : immeuble, 19, rue Daru, Paris 8e
- 1886 : immeubles, 61 et 63 boulevard de Courcelles, Paris 8e
- 1886 : immeuble, 31 rue du Général-Foy, Paris 8e
- 1888 : immeuble, 65 boulevard Richard-Lenoir, Paris 11e
- 1889 : immeuble, 8 rue Auber et 7 rue des Mathurins, Paris 9e
- 1889 : hôtel particulier (détruit), 19 rue Leroux, Paris 16e
- 1890 : immeuble, 4 rue de Galliéra et 7 rue Freycinet, Paris 16e
- 1890 : immeuble, 9 rue Freycinet, Paris 16e
- 1891 : immeuble, 95 avenue Victor Hugo et 4 rue Mesnil, Paris 16e[12]

## Distinction
- Chevalier de la Légion d'honneur (1879)

## Expositions aux Salons parisiens
- La porte rouge, à Notre-Dame de Paris, au Salon de 1861
- Hôtel de la préfecture de Poitiers en construction, au Salon de 1865
- Exécution de l'église de Fays-Billot (Haute-Marne), au Salon de 1866
- Tombeau de M. D., au cimetière du Père-Lachaise, au Salon de 1874
- Tombeau de Mme *, au Salon de 1874
- Hôtel de ville et Musée de Poitiers, au Salon de 1876